# Ministerul Mediului, Apelor și Pădurilor (România)
Ministerul Mediului, Apelor și Pădurilor este organ de specialitate al administrației publice centrale, cu personalitate juridică, în subordinea Guvernului.
În prezent, portofoliul de Ministru al Mediului este deținut de Diana-Anda Buzoianu.

## Instituții subordonate
Ministerul Mediului are următoarele unități în subordine:
- Agenția Națională pentru Protecția Mediului (ANPM Arhivat în 29 septembrie 2008, la Wayback Machine.)
- Administrația Rezervației Biosferei „Delta Dunării” (DDBRA Arhivat în 8 noiembrie 2022, la Wayback Machine.)
- Garda Națională de Mediu (GNM)
- Garda Forestieră Națională (GFN[nefuncțională – arhivă]
)
- Agenția Națională pentru Arii Protejate (ANANP[nefuncțională – arhivă]
)
- Administrația Fondului pentru Mediu (AFM Arhivat în 15 mai 2024, la Wayback Machine.)
- Administrația Națională Apele Române (ANAR)
- Administrația Națională de Meteorologie (ANM)
- Regia Națională a Pădurilor Romsilva (ROSILVA)

## Miniștri
Ministrul apelor, pădurilor și mediului înconjurător
- Simion Hâncu (28 decembrie 1989 - 28 iunie 1990)

Ministrul mediului
- Valeriu Eugen Pop (28 iunie 1990 - 16 octombrie 1991)
- Marcian Bleahu (16 octombrie 1991 - 19 noiembrie 1992)

Ministrul apelor, pădurilor și protecției mediului
- Aurel Constantin Ilie (19 noiembrie 1992 - 11 decembrie 1996)

Ministrul apelor, pădurilor și mediului înconjurător
- Ion Oltean (12 decembrie 1996 - 5 decembrie 1997)
- Sorin Frunzăverde (5 decembrie 1997 - 11 februarie 1998)
- Romică Tomescu (11 februarie 1998 - 17 aprilie 1998)

Ministrul apelor, pădurilor și protecției mediului
- Romică Tomescu (17 aprilie 1998 - 28 decembrie 2000)

Ministrul apelor și protecției mediului
- Aurel Constantin Ilie (28 decembrie 2000 - 17 ianuarie 2002)
- Petru Lificiu (17 ianuarie 2002 - 19 iunie 2003)

Ministrul agriculturii, pădurilor, apelor și mediului
- Speranța-Maria Ianculescu (11 martie - 28 decembrie 2004)

Ministrul mediului și gospodăririi apelor
- Sulfina Barbu (29 decembrie 2004 - 5 aprilie 2007)

Ministrul mediului și dezvoltării durabile
- Attila Korodi (5 aprilie 2007 - 22 decembrie 2008)

Ministrul mediului
- Nicolae Nemirschi (22 decembrie 2008 - 1 octombrie 2009)
- Elena Udrea (1 octombrie 2009 - 23 decembrie 2009)

Ministrul mediului și pădurilor
- László Borbély (23 decembrie 2009 - 9 februarie 2012)
- Mihai Răzvan Ungureanu (5 aprilie 2012 - 10 aprilie 2012)
- Attila Korodi (10 aprilie 2012 - 7 mai 2012)

Ministrul mediului și schimbărilor climatice
- Rovana Plumb (7 mai 2012 - 5 martie 2014)
- Attila Korodi (5 martie 2014 - 13 decembrie 2014)
- Grațiela-Leocadia Gavrilescu (17 decembrie 2014 - 17 noiembrie 2015)
- Cristiana Pașcă Palmer (17 noiembrie 2015 - 4 ianuarie 2017)
- Daniel Constantin (4 ianuarie 2017 - 27 martie 2017)
- Grațiela-Leocadia Gavrilescu (27 martie 2017 - 27 august 2019)

Ministerul apelor și pădurilor
- Ioan Deneș (29 ianuarie 2018 - 4 noiembrie 2019)

Ministrul mediului, apelor și pădurilor
- Costel Alexe (4 noiembrie 2019 - 5 noiembrie 2020)
- Mircea Fechet (5 noiembrie 2020 - 23 decembrie 2020)
- Barna Tánczos (23 decembrie 2020 - 15 iunie 2023)
- Mircea Fechet (15 iunie 2023 - 23 iunie 2025)
- Diana Buzoianu (23 iunie 2025 - prezent)

## Critici
În anul 2005, Ministerul Mediului a fost criticat în presă pentru gospodărirea defectuoasă a litoralului.